# Mitchell Thomas Rozanski
Mitchell Thomas Rozanski (Baltimora, 6 agosto 1958) è un arcivescovo cattolico statunitense, dal 10 giugno 2020 arcivescovo metropolita di Saint Louis.

## Biografia
Mitchell Thomas Rozanski è nato a Baltimora il 6 agosto 1958. È di origine polacca. Ha trascorso la prima parte della sua vita con la sua famiglia a Fells Point, nel Maryland e frequentava la parrocchia del Santo Rosario. È il maggiore dei tre figli nati da Alfred e Jean Rozanski, entrambi ancora in vita. Il suo primo fratello Kenneth e sua moglie Lisa hanno due figlie e un figlio. Il suo fratello più giovane Albert e sua moglie Danielle hanno un figlio. Tutti i membri della famiglia risiedono nel Maryland.

### Formazione e ministero sacerdotale
Ha frequentato la scuola primaria "Sacro Cuore di Maria" a Baltimora e quella secondaria presso l'Our Lady of Mount Carmel High School ad Essex. Ha compiuto gli studi di filosofia e teologia presso il collegio teologico dell'Università Cattolica d'America a Washington dal 1978 al 1984.
Il 24 novembre 1984 è stato ordinato presbitero per l'arcidiocesi di Baltimora nella cattedrale arcidiocesana da monsignor William Donald Borders. In seguito è stato vicario parrocchiale della parrocchia di San Michele ad Overlea dal 1984 al 1986; vicario parrocchiale della parrocchia di Sant'Antonio di Padova a Baltimora dal 1986 al 1990; parroco della parrocchia di Sant'Isacco Jogues a Baltimora dal 1990 al 1993; amministratore parrocchiale delle parrocchie gemellate della Santa Croce e di Santa Maria Stella Maris a Baltimora dal marzo all'ottobre del 1993; parroco delle stesse dall'ottobre del 1993 al 2000; amministratore parrocchiale della parrocchia dell'Immacolata Concezione a Towson dal gennaio al giugno del 2000; amministratore parrocchiale della parrocchia di San Giovanni Evangelista a Severna Park dal giugno al novembre del 2000 e parroco della stessa dal 28 novembre 2000.
È stato anche vicario foraneo nella contea di Anne Arundel e membro del collegio dei consultori, del consiglio presbiterale, del comitato arcidiocesano per le vocazioni, dell'ufficio per il personale sacerdotale, del comitato per la formazione permanente del clero e di quello per la formazione dei laici. È stato anche vicario per i ministeri ispanici a Baltimora.

### Ministero episcopale
Il 3 luglio 2004 papa Giovanni Paolo II lo ha nominato vescovo ausiliare di Baltimora e titolare di Walla Walla. Ha ricevuto l'ordinazione episcopale il 24 agosto successivo nella cattedrale di Nostra Regina Maria a Baltimora dal cardinale William Henry Keeler, arcivescovo metropolita di Baltimora, co-consacranti i vescovi ausiliari della stessa arcidiocesi William Clifford Newman e William Francis Malooly. Come motto ha scelto l'espressione "Serve the Lord with gladness". Al momento dell'ordinazione era il più giovane vescovo degli Stati Uniti d'America.
Come ausiliare ha prestato servizio come vicario generale e come vicario episcopale per i ministeri ispanici e del vicariato di Seton, comprendente le parrocchie nelle contee di Allegany, Anne Arundel, Carroll, Frederick, Garrett, Howard e Washington.
Nel gennaio del 2012 ha compiuto la visita ad limina.

Stemma di monsignor Rozanski come vescovo di Springfield.

Il 19 giugno 2014 papa Francesco lo ha nominato vescovo di Springfield. Ha preso possesso della diocesi il 12 agosto successivo.
Il suo episcopato a Springfield ha visto la fusione di diverse scuole cattoliche e la creazione di una nuova scuola superiore cattolica, la Pope Francis Preparatory School, che nel 2018 si è trasferita in una nuova struttura all'avanguardia a Springfield. Ha diretto la creazione del Pathways Report, un piano strategico per le scuole cattoliche.
Durante i suoi sei anni, ha anche effettuato la visita pastorale. Egli e un'equipe diocesana trascorrevano una giornata nelle parrocchie celebrando la messa e incontrando il personale e i parrocchiani.
Nel 2016 ha pubblicato una lettera pastorale intitolata "La vastità della misericordia di Dio" dove parlava dell'evangelizzazione nella Chiesa. Come parte di questo sforzo, ha anche condotto sessioni di ascolto in tutta la diocesi per identificare gli obiettivi chiave. L'iniziativa di portare avanti questa discussione nell'ambito del 150º anniversario della diocesi di Springfield è stata bloccata dalla pandemia di COVID-19.
Ha anche condotto sessioni di ascolto in tutta la diocesi per affrontare le preoccupazioni sulla crisi degli abusi da parte di chierici che la Chiesa deve affrontare. All'inizio del 2019 ha iniziato un totale rinnovamento dell'Ufficio per gli ambienti sicuri e l'assistenza alle vittime, nominando una nuova leadership e un team di investigatori. Ha anche ordinato una revisione completa delle accuse di cattiva condotta sessuale contro il defunto vescovo Christopher Joseph Weldon, indagando su come sono state gestite e sulla credibilità di tali accuse. Il giudice in pensione della Corte Superiore del Massachusetts Peter A. Velis ha pubblicato quel rapporto alla fine di giugno del 2020. In esso ha ritenuto che le accuse contro Weldon "fossero inequivocabilmente credibili". Ha anche creato una task force per fornire ulteriori raccomandazioni che saranno disponibili al suo successore.
Nel giugno del 2020 Robert M. Hoatson, co-fondatore di Road to Recover Inc., che si occupa dei sopravvissuti agli abusi sessuali da parte di chierici, ha pubblicamente invitato Rozanski a dimettersi. Hoatson ha descritto la gestione da parte di Rozanski delle accuse di abuso presentate negli ultimi anni da una persona di Chicopee contro l'ex vescovo di Springfield Christopher Joseph Weldon, deceduto nel 1982, come "deplorevolmente carente". Hoatson ha anche chiesto al papa di revocare la nomina di Rozanski ad arcivescovo di Saint Louis.
Nel novembre del 2019 ha compiuto una seconda visita ad limina.
Nel dicembre del 2019, Rozanski ha vietato al coro di uomini gay della Pioneer Valley di cantare in un concerto natalizio nella parrocchia di Santa Teresa di Lisieux a South Hadley durante il periodo natalizio, sebbene invitato dai parrocchiani.
Il 10 giugno 2020 papa Francesco lo ha nominato arcivescovo metropolita di Saint Louis. È succeduto a monsignor Robert James Carlson, ritiratosi per raggiunti limiti di età. Ha preso possesso dell'arcidiocesi il 25 agosto successivo.
Ha fatto parte del comitato nazionale per la protezione della gioventù e dei giovani da gennaio del 2007 a giugno del 2014 e del consiglio consultivo nazionale della Conferenza dei vescovi cattolici degli Stati Uniti dal 2012 al marzo del 2015.
Il 18 aprile 2011 la Conferenza dei vescovi cattolici degli Stati Uniti ha annunciato monsignor Rozanski sarebbe succeduto al vescovo di Buffalo Edward Urban Kmiec, come co-presidente cattolico romano del dialogo cattolico-romano nazionale polacco, a causa dell'imminente pensionamento del vescovo Kmiec. Il 12 novembre 2013 è stato eletto presidente del comitato per gli affari ecumenici e interreligiosi. È entrato in carica l'anno successivo.
Dal 1º ottobre 2012 è moderatore episcopale dell'Associazione nazionale delle Società del Sacro Nome. Fa anche parte del consiglio consultivo dell'Associazione nazionale dei cappellani cattolici ed è consulente dell'Associazione nazionale per l'inclusione delle persone con disabilità.
L'arcivescovo Rozanski è membro di quarto grado dei Cavalieri di Colombo ed è commendatore dell'Ordine equestre del Santo Sepolcro di Gerusalemme.

## Genealogia episcopale
La genealogia episcopale è:
- Cardinale Scipione Rebiba
- Cardinale Giulio Antonio Santori
- Cardinale Girolamo Bernerio, O.P.
- Arcivescovo Galeazzo Sanvitale
- Cardinale Ludovico Ludovisi
- Cardinale Luigi Caetani
- Cardinale Ulderico Carpegna
- Cardinale Paluzzo Paluzzi Altieri degli Albertoni
- Papa Benedetto XIII
- Papa Benedetto XIV
- Papa Clemente XIII
- Cardinale Marcantonio Colonna
- Cardinale Giacinto Sigismondo Gerdil, B.
- Cardinale Giulio Maria della Somaglia
- Cardinale Carlo Odescalchi, S.I.
- Cardinale Costantino Patrizi Naro
- Cardinale Lucido Maria Parocchi
- Papa Pio X
- Cardinale Gaetano De Lai
- Cardinale Raffaele Carlo Rossi, O.C.D.
- Cardinale Amleto Giovanni Cicognani
- Cardinale John Joseph Krol
- Vescovo Joseph Thomas Daley
- Cardinale William Henry Keeler
- Arcivescovo Mitchell Thomas Rozanski